# 세종대왕 동상

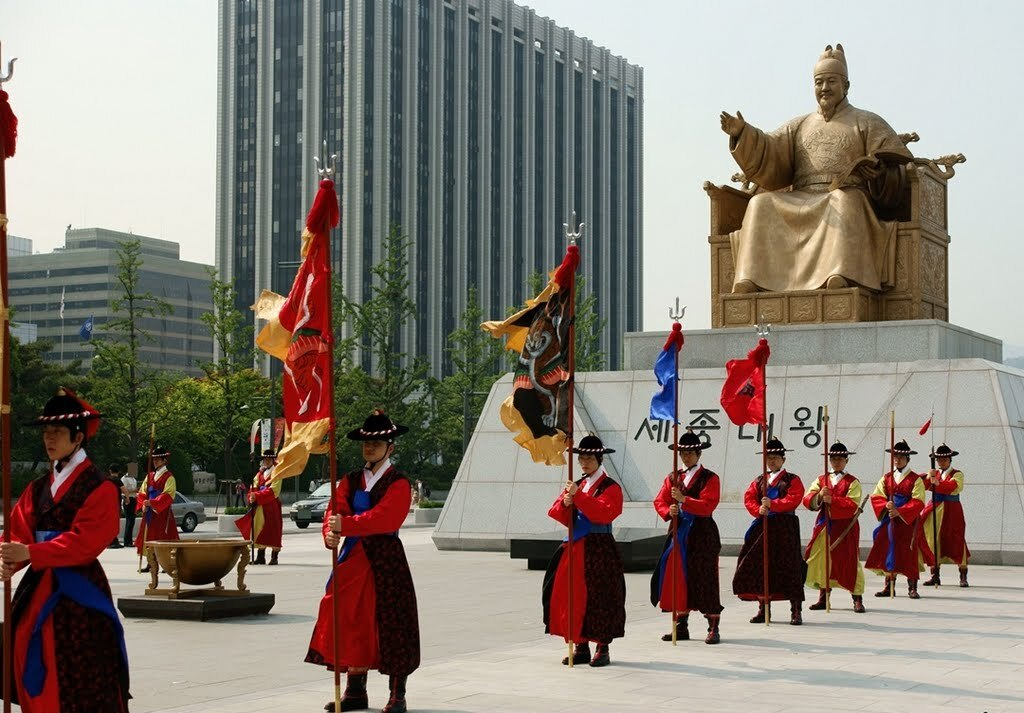
세종대왕 동상 앞 수문장 교대의식이 벌어지고 있다.

세종대왕 동상은 대한민국 서울특별시 종로구 세종로 광화문 광장에 있는 세종대왕 동상이다.
세종대왕 동상은 홍익대학교 교수이자 조각가인 김영원이 설계한 것으로, 2009년 건립되었다.